# Qýanysh Qalmuratov
Qwanış Muratulı Qalmuratov (in kazako Қуаныш Мұратұлы Қалмұратов?; 27 agosto 1996) è un calciatore kazako, difensore del Qaisar.

## Carriera

### Club
Ha giocato nella prima divisione kazaka.

### Nazionale
Ha giocato nella nazionale kazaka Under-21.